# 國見山半五郎
國見山 半五郎（くにみやま はんごろう、1830年〈文政13年〉 - 1887年〈明治20年〉12月4日）は、尾張国愛知郡（現在の愛知県名古屋市）出身で関ノ戸部屋に所属した力士。本名・身長・体重は不明。
最高位は東前頭3枚目。

## 人物
1852年閏2月場所で初土俵（序ノ口）を踏んだ。苦節12年、1864年10月場所で東十両9枚目（十枚目格）に昇進。1867年11月場所では千羽ヶ嶽兵右エ門（当時東前頭5枚目）との取組で、勝負結果を巡って、千羽ヶ嶽のお抱えの藩である徳島藩の藩主・蜂須賀斉裕が千羽ヶ嶽を含む、自身のお抱え力士を当場所に限りボイコットさせる事件が起きている（詳細は、千羽ヶ嶽の頁を参照。尚、千羽ヶ嶽はこれが生涯最後の取組となり、翌1868年に急死した）。
1868年6月場所（江戸時代最後の場所）で新入幕を果たした。翌1868年11月場所（明治時代最初の場所）では、初日に全幕内力士で唯一黒星を喫するという珍記録を残している。当場所は初日から5連敗に終わり、ショックから6日目以降は休場してしまった。
1869年11月場所以降は、尾張藩のお抱え力士となり、小ノヶ崎仙吉，甲喜三郎と共に「尾張三人衆」と呼称される名力士となった。1872年4月場所前に現役引退。
引退後の1873年11月場所以降は、高砂浦五郎の高砂改正組に加わって、頭取(副締)となった。その後、帰郷し愛知相撲の取締を務めた。また、高砂改正組，愛知相撲でも國見山の名前で年寄として後進の指導に当たった。1887年12月4日に死去。57歳だった。
幕内通算 9場所 18勝34敗3分1預34休の成績を残した（うち10休は引退後の場所で番付が記載された事による物）。
改名歴は1回ある：宮ノ森→國見山 半五郎。
2代歌川国政によって描かれた化粧廻し姿の錦絵が複数現存している。